# Aganó
Aganó (Aganonus/Aganone) o Agà (Aganus/Agano) fou comte de Lucca i, per tant, probablement marquès de Toscana, nomenat per Lotari I, successor del comte/marquès Mainfridux.
Apareix esmentat per primer cop en un document de l'abril de 838 de l'arquebisbat de Lucca on se l'esmenta com Agano comes istius civitatis; el 31 de març del 839 el bisbe de Lucca, Berenguer, va rebre una donació d'Aganò (una església a Sorbano). El febrer del 840 se l'esmenta en un judici a Lucca per resoldre un conflicte entre el monestir de San Ponciano i de Monte San Silvestro, als afores de Lucca. I en documents del 842 i 844 s'esmenten les terres que posseïa a Lucca el comte Agano o Aganone.
Segurament a conseqüència del tractat de Verdun (agost del 843) hauria perdut el seu feu (almenys com a marquès de Toscana) al començament del 845. Apareix amb la seva muller Teuberga el 2 de novembre de 845 rebent terres en emfiteusi a Cascionella Garfagnana (i el patronatge de l'església de San Michele in Foro), per 5 anys del bisbe Ambrosi de Lucca; als cinc anys finalment, extingit l'emfiteusi, l'església i terres annexes van tornar a la catedral de San Martino de Lucca, i el sobirà li va donar altres beneficis. El 858 és esmentat encara com a comte presidint un judici a Pisa i es suposa que exercia com a comte d'aquesta ciutat. La data de la mort és desconeguda.